# أبوسوم فأر أحمر
أبوسوم فأر أحمر (الاسم العلمي:Marmosa rubra)، هو نوع من الأبوسوم يتواجد في الإكوادور وبيرو.